# Saints Row 2
 (décembre 2014).
Si vous disposez d'ouvrages ou d'articles de référence ou si vous connaissez des sites web de qualité traitant du thème abordé ici, merci de compléter l'article en donnant les références utiles à sa vérifiabilité et en les liant à la section « Notes et références ».
Saints Row 2 est un jeu vidéo développé par Volition, Inc. et édité par THQ en 2008 sur PlayStation 3, Xbox 360 et Windows. Le jeu s'apparente à un GTA-like axé sur la guerre des gangs comme son prédécesseur Saints Row.
Plusieurs années se sont écoulés depuis que les anciens "alliés" du protagoniste l'ont trahi. En sortant de prison pour la première fois depuis ce jour funeste, il retrouve une ville de Stilwater qui a sombré dans le chaos. Des gangs inconnus sont apparus et ont commencé à envahir le territoire des saints, des factions rivales se sont emparées de leurs commerces et des corporations avides d'argent ont chamboulé le quartier de 3rd Street. Abandonné et laissé pour mort, vous commencez votre aventure dans la prison de Stilwater (Qui est sur une île, à l'instar de Alcatraz).
C'est dans les rues de Stilwater que se gagne le respect. Cela nécessite un style de vie qui reflète votre personnalité unique. Votre habitation, votre gang et vos actions décident de la personne que vous êtes et de la manière dont vous êtes perçu. L'image que vous renverrez sera aussi importante que les décisions que vous prendrez dans une ville dirigée par les fausses bravades et les comportements impulsifs. La seule constante est ce besoin viscéral d'une identité qui reflète votre individualité et que vous imposerez à coup de fusil à pompe si nécessaire.
Le style et l'image ne suffisent pas toujours dans un monde où l'action est plus importante que les mots. Parfois, envoyer un message à vos ennemis vous demandera de faire preuve d'efficacité, comme de balancer un membre d'un gang rival en pleine circulation. Le Respect à Stilwater, ça s'acquiert, et quelle meilleure façon de s'y prendre que de se munir d'une sacoche d'explosifs et de la placer à l'endroit où se réunissent vos concurrents?
Heureusement, vous ne devrez pas compter que sur vos bras musclés. Autrefois, les Saints formaient une famille et faisaient la loi dans ces rues. Aujourd'hui, il va falloir coopérer et faire des alliances pour revenir au top. Le temps est venu de prendre votre revanche contre vos rivaux afin de remettre votre gang à la place légitime : les rois de Stilwater.

## La ville
La ville comme dans le premier opus est inspiré des villes américaine de Chicago, Détroit et Kansas City, dans l'état du Missouri[Lequel ?], malgré un climat ressemblant au climat californien. Le nouveau Stilwater a été agrandi de 45 % par rapport à la carte du premier épisode et comprend de nouveaux endroits comme un cimetière, un parc de caravane, une université et une nouvelle marina. Une ruine d'île reste au large de la côte de Stilwater et il y a aussi une île-prison à l'ouest de la crique qui sépare les deux moitiés de la ville, ressemblant à Alcatraz. Stilwater est maintenant alimentée par une centrale nucléaire située sur une île au sud-ouest de la ville. Il y aura également des sections souterraines de la ville, en incluant une caverne souterraine massive. À noter des expansions importantes à l'ouest de Stilwater, particulièrement dans le quartier « Misty Lanes ». Le « Saints Row », quant à lui, a été transformé en une myriade de bâtiments flambant neufs : gratte-ciels, appartements, etc. Il y aura une nouvelle banlieue appelée « Waterman Plains » (Plaines de Bateliers), avec une partie rurale. Pour ce qui est du port maritime qui a dominé les régions sud de l'île, il s'est émietté dans l'océan et a été abandonné. À noter aussi de nombreux canaux et égouts.

## Système de jeu
La campagne solo entière sera jouable dans le mode coopératif en ligne et en jeu multiconsole. Le jeu inclura des effets météorologiques supplémentaires. Les piétons seront beaucoup plus réactifs aux stimuli de l'environnement (Tels que le port de parapluies par signe de mauvais temps ou le fait de s'entasser autour d'un cadavre, permettant ainsi au joueur d'utiliser cette diversion pour s'échapper). Sinon, le joueur peut essayer d'utiliser d'autres options du jeu, comme les boucliers humains (On peut soit tuer la personne avec un headshot, ou soit la jeter sous une voiture, rame de métro, etc.). Le joueur peut maintenant ramasser et utiliser des objets de l'environnement comme armes de mêlée (Boîte  à lettres, etc.). L'humour plutôt noir du premier épisode sera toujours présent voire "amplifié" à travers diverses fausses publicités et autres dialogues.

### Personnalisation
La personnalisation du personnage était déjà présente dans le jeu original. Elle est maintenant largement plus développée; avec comme nouveauté, le fait de pouvoir créer un personnage féminin. Vous pouvez aussi choisir comment votre avatar marche et parle. Les modifications personnelles comme l'âge, la hauteur, la voix, le poids peuvent aussi être changées. Un nouveau trait du jeu est le « Taunting » ; le joueur peut insulter et narguer les gens de Stilwater à l'aide, notamment, de signes (Haussements d'épaules, doigts, etc.) On peut aussi faire en sorte que chaque partie du corps soient musclés ou maigres.
Le tuning de véhicule sera plus poussé et chaque partie de la voiture se pliera à vos exigences. Le joueur aura enfin la capacité de modifier les performances de sa voiture.
La personnalisation de gang permettra de modifier les tags, les habits, les voitures et les quartiers généraux des Saints.
La modification de son logement est un nouveau trait dans Saints Row 2, en permettant au joueur d'acheter jusqu'à neuf lieux autour de Stilwater, variant en grandeur et avec une possibilité de les moderniser avec trois designs proposés. Le joueur peut aussi acheter des objets destinés à être placés dans son chez-lui (Mobilier, électronique, etc.). Ces lieux pourraient servir de repaire aux membres du gang.
Les vêtements sont personnalisables au maximum (jusqu'aux couleurs des coutures).

### Gangs, protagonistes et autre
Saints Row 2 présentera quelques nouveaux visages et quelques vieux caractères de Saints Row. Les Saints de Third Street sont toujours actifs dans le jeu, cependant, avec l'extinction des Vice Kings, des Westside Rollerz et des Carnales, trois nouveaux gangs sont arrivés au pouvoir dans Stilwater ainsi qu'une milice privée.

#### Ultor Corporation
Ultor est une importante entreprise représentée par Dane Vogel.
Années après années, Ultor a participé à la reconstruction de Stilwater, dépensant des millions
dans le but de rendre la ville florissante à nouveau. Le département de police de Stilwater
a été racheté par Ultor, et la globalité des forces de police (dirigées aujourd'hui par le commissaire Troy Bradshaw, un ancien policier infiltré dans le gang des Saints dans Saints Row) de la ville appartient à Ultor.
Ultor est réputé comme étant de corruption, ayant des contacts avec les 3 gangs principaux
de Saints Row 2.
Le nom Ultor était déjà utilisé dans le FPS Red Faction de Volition. Il était également présent dans Saints Row (Arène d'Ultor, lunettes de soleil d'Ultor…)
Ultor est présent dans le quartier de Saints Row, dans la prison, près de la centrale nucléaire et dans le centre commercial. Cependant, ces territoires resteront "neutres" jusqu'à la fin (sauf le centre commercial).
Le logo d'Ultor est exactement le même que dans le jeu Red Faction où le joueur est mineur pour la société Ultor

#### Les Saints de Third Street
Le seul gang survivant des vieux jours de Stilwater, les 3rd Street Saints contrôlaient
la ville d'une poigne de fer jusqu'à ce que le protagoniste, le principal leader du gang, fut envoyé dans un hôpital prison à la suite d'une explosion de bateau, qui tua le
candidat à la mairie et ses hommes de main. Après s'être évadé de la prison de Stilwater, le protagoniste interrompt le procès de Johnny Gat en le sauvant d'une exécution certaine, étant accusé de plus de 300 meurtres au premier degré.
Un jeune garçon Hispano, qui aida le joueur à s'évader de prison, le présente à quelques-uns de ses amis qui joignirent tous les 3rd Street Saints dans leur quête de reconquérir leur terres.

#### Les Sons of Samedi
Les Sons of Samedi sont un gang Vaudou originaire d'Haïti. Les membres du gang portent des vêtements et des bijoux verts, ils sont un peu dérangés et adorent tuer, ils se spécialisent dans la production de drogue la Loa Dust (poussière Vaudou). Le Général, leader de ce gang, serait un mystérieux truand Haïtien style mafieux, fumant des cigares et habillé d'un costume de business blanc, on pense qu'il aurait été un ancien Général d'Haïti sans scrupule. Il dirige ses hommes comme des soldats et s'ils ne font pas leur travail correctement, il n'hésite pas à employer des méthodes de mutilation (couper des mains) comme punition. Le bras droit et fidèle ami du Général est Monsieur Sunshine, un sorcier Vaudou soi-disant invincible et manifestement taré. Le Baron Samedi est l'esprit Vaudou de la mort, qui donne son nom au gang.
Leur arme blanche favorite est la machette.
Ils sont situés au nord et à l'ouest de la moitié sud de Stilwater, et ont également quelques territoires au sud du Saints Row. Ils possèdent également un terrain de caravanes au sud-ouest de la partie nord de la ville.

#### Les Brotherhoods de Stilwater
Les Brotherhood sont un gang de loubards. S'habillant de rouge, ils sont décrits comme étant le gang le plus agressif et le plus difficile du jeu. Mis au ban à cause de leur statut et de leurs tatouages, il les a organisés en une force intimidante bien décidée à exercer sa vengeance sur la bonne ville de Stilwater. Comme la finesse n'est pas leur point fort, ils préfèrent foncer dans les magasins avec des camions et s'emparer du butin par la force plutôt que d'organiser du chantage ou du racket. Et si quelqu'un s'oppose à eux, ils le tuent. Les membres de la Brotherhood se reconnaissent à leurs tatouages et piercings exubérants, leurs couleurs vives et leurs camions monstrueux. Leur chef est Maero, un grand baraqué tatoué de presque partout sur le corps et à peu près le seul PNJ qui conduit un "monster truck" (atlasbreaker dans le jeu).
Ils sont présents dans tout le sud de Stilwater, des docks du sud-est de la zone industrielle en passant par Chinatown et l'aéroport.

#### Les Ronin
Les Ronin sont un gang de Yakuza dont les membres sont en majorité d'origine japonaise ou asiatiques. Vêtus de jaune, ils se spécialisent dans les jeux d'argent et la prostitution. Avec à leur tête Kazuo Akuji et son fils Shogo, tous deux japonais ils sont censés être basés autour de Chinatown à Stillwater. En Japonais, Ronin signifie un samouraï dont le maître a été banni ou tué. Leur arme blanche favorite est l'épée de samouraï très coupante. Ils conduisent des voitures de sport et des motos. Il est possible d'utiliser un sabre de samouraï à moto après une certaine mission du jeu.
Ils sont présents sur tout le nord de Stilwater (à part le camp de caravanes) et ont également un territoire sur la moitié sud.

#### Team Macs
La Team Macs est le groupe de macs les plus dangereux de Stilwater. Ils sont présents dans les activités "mac-à-dames", "trafic de drogue" et "Fuzz". Pour le protagoniste et les Saints de 3rd Street, ils sont une menace car ils sont, malgré leur absence d'importance dans l'intrigue du jeu, aussi dangereux qu'un gang normal car la différence est que les gangs normaux utilisent des armes, alors Les membres de la Team Macs attaquent le protagoniste et les saints de 3rd street à plusieurs et sont très résistant au combat corps à corps et aux armes à feu.
Ils n'ont pas de territoire "attitré", mais ils sont présents sur tout le territoire sud de la Brotherhood (excepté la zone de l'aéroport), en territoire Samedi tel que Prawn Court, Project, le Red Light District et dans le territoire moitié sud des Ronin tel que le petit quartier du Red Light District avec le club de strip-teases. Cependant la présence des macs vers le nord de Stilwater n'apparait que pendant l'activité Mac-à-Dames. On ne connait pas le chef des Macs.

### Activités et Divertissements
Saints Row 2 comportera deux différents modes de gameplay en dehors des missions de la trame principale : les activités et les divertissements.
Les activités ont été d'abord vues dans Saints Row : des actions illégales (Courses de rue, trafic de drogue, etc.) pour gagner de l'argent et aussi du respect, la devise du jeu requise pour progresser dans l'histoire. Saints Row 2 inclut un certain nombre de nouvelles activités en plus de celles déjà vues dans l'opus d'avant. Cependant, les activités originales ont été légèrement retouchées pour être plus fun. Les activités s'étendront maintenant sur six niveaux, au lieu des huit du premier jeu. En général, on obtient un bonus tous les trois niveaux d'une activité : armes, capacités améliorées, baisse plus rapide du niveau de recherche, véhicules, remises sur des articles… Quand on a terminé tous les emplacements pour une même activité, on gagne un bonus spécial, généralement une tenue ou un véhicule.
Les divertissements sont des mini-activités, inconnues auparavant, qui peuvent être exécutées à n'importe quel moment, n'importe où. Les divertissements conduisent le joueur à réaliser de petites actions comme des cascades en véhicule, du BASE jump, conduire ou tuer les gens de façons uniques, ou du surf sur le toit des voitures, etc., ce qui lui fera gagner du respect. Ainsi, si le joueur lance le jeu simplement pour faire n'importe quoi dans la ville, sans s'occuper du scénario, il sera tout de même récompensé. Les comportements criminels mineurs comptent aussi comme des divertissement : prises d'otages, détournements de véhicules, cambriolages, braquages, etc.

### Armes
Beaucoup de vieilles armes du premier épisode apparaîtront dans le jeu, cependant, de nouvelles seront incluses dans le second. Les "doubles armes" ont été aussi introduites pour les SMGs et les pistolets.
Le nouvel arsenal de Saints Row 2 est composé d'une tronçonneuse, d'un lance-flammes, d'un katana, d'un taser, d'un défibrillateur et d'un lance-grenades. Les mines télécommandées sont introduites et peuvent rester collées aux murs, aux véhicules et même aux gens.

### Véhicules
Saints Row 2 propose de nouvelles façons d'explorer la ville, en donnant l'occasion au joueur de parcourir cieux et mer. Les bateaux, les avions, les hélicoptères, les monster truck et les motos font partie des nouveaux modes de transport apparaissant dans Saints Row 2. Ces véhicules auront leurs propres missions.
On peut aussi noter la présence d'une soucoupe volante, que l'on commande comme un hélicoptère.

#### Motos
Tetsuo, Kenshin, Melbourne, Sharp.

#### Voitures sportives
Superiore, Attrazione, Voxel, Bezier, Hayate z70.

#### Véhicules aériens
Woodpecker, Wolwerine, Snipes 57, Horizon, Oppressor, Destroy (Soucoupe Volante), Bee.

#### Véhicules classiques
Compton, Danville, Churchill, Wellington, Alaskan.

#### Véhicules maritimes
Shark, Miami, Python.

### Multijoueur
Peu de renseignements ont été dévoilés concernant le multijoueur de Saints Row 2, mais il semblerait qu'il soit semblable au précédent. GameSpot a dit que dans les égards aux aspects multijoueur du jeu, Volition et THQ ont "beaucoup appris du premier jeu et ne feront pas les mêmes erreurs".

## Le Développement
THQ a déclaré que Grand Theft Auto IV étant paru avant la sortie de Saints Row 2, Volition devait disposer de plus de temps pour complètement finir le jeu et pour obtenir la meilleure qualité de jeu possible. De plus, le moteur de base a été amélioré pour réduire la quantité de « pop-in » en raison des distances de vue qui ont été critiquées dans le premier épisode. De nouvelles armes seront disponibles aussi pour les caractères jouables dans le jeu.
Le 28 mai 2008, THQ a annoncé que Saints Row 2 serait repoussé pour environ deux mois, d'août à octobre 2008, pour "fignoler la qualité du produit et satisfaire les avis marketing".
Le 21 juin 2008 le site Internet officiel de Saints Row 2 a subi une mise à jour longtemps attendue. Le nouveau site a présenté des renseignements supplémentaires, des wallpapers et des screenshots inédits. Le site Internet avait subi de nombreux remaniements au fil des mois.

## Marketing
Le marketing a commencé sur le jeu, avec de nombreux films circulant sur Internet.
Dans les premiers stades du développement, un court trailer de 40 secondes a été dévoilé pour aider à promouvoir le jeu.
Les films en ligne ayant Gary Busey pour vedette, intitulés 'Street Lessons With Uncle Gary' sont des vidéos d'une durée de 30 secondes environ, expliquant certaines nouveautés du gameplay du jeu. Ces vidéos sont réalisées de façon à être amusantes (notamment les performances de l'acteur cité précédemment).
Trois longs trailers ont été aussi mis en ligne.
Le premier donnant des infos sur la Société Ultor, importante faction reconstruisant la ville et tissand des liens officieux avec les autres gangs. Celle-ci possède sa propre milice privée, alliée aux forces de polices corrompues pour effectuer un travail de sécurité pas toujours très "clean". Véhicules et armes ornent le mur des nouveautés de ce nouveau titre vidéoludique.
Le deuxième trailer attaque Grand Theft Auto IV pour sa durée de vie limitée et montre certaines des nouvelles activités dans Saints Row 2. La vidéo a gagné un peu de notoriété, avec une analyse de divertissements anodins et variés.
Le troisième trailer nous montre l'évasion de notre personnage, son retour dans la vie réelle de Stilwater ainsi que son intégration dans le gang des Saints (à nouveau).
En octobre 2008, la décoration d'un quai entier de la station du métro parisien Saint-Denis - Porte de Paris
et en sus de tous les panneaux publicitaires papiers dans le cadre de la campagne d'affichage pour annoncer la sortie du jeu a déclenché une polémique. Les riverains se sont déclarés choqués par les images violentes et ont demandé l'arrêt de cette campagne de promotion. Les affiches papier ont été recouvertes d'affiches noires, alors que le film plastique posé sur les murs est resté en place jusqu'à la fin de la campagne de promotion.

### L'édition Collector
Une version collector du jeu a été éditée. Elle inclut le jeu Saints Row 2, une boîte de collectionneur en carton et plastique, un moule de pistolet dorée, un poster exclusif, un livre d'art exclusif, un clip d'argent en métal et une clé USB en forme de balle dorée contenant des papiers peints, des vidéos, des avatars et ceux, de plusieurs tailles. Cette version n'est que sur XBOX 360.

### La Bande son
La bande son de Saints Row 2 présentera un nouvel attirail de musiques. Il y aura de nouvelles stations de Radio, offrant ainsi un choix encore plus important au joueur.